# Принс, Эдгар
Эдгар Дейл Принс (англ. Edgar Dale Prince, 3 мая 1931, Холланд, Мичиган, США — 2 марта 1995, Холланд, Мичиган, США) — американский бизнесмен и инженер, основатель Prince Corporation, которую в 1993 году выкупила компания Johnson Controls.

## Биография
Эдгар Принс родился 3 мая 1931 года в Холланде (штат Мичиган, США) в семье Эдит (в девичестве де Верт) и Питера Принса. Его отец умер от сердечного приступа когда Эдгару было 11 лет. Принс учился в Мичиганском технологическом университете, где получил степень бакалавра в области инженерии. Вскоре после получении диплома он женился на Эльзе Цвайп. Во время Корейской войны служил в военно-воздушных силах США, но в боевых действиях не участвовал, проведя все время на базах в Колорадо и Южной Каролине.
Вернувшись домой он устроился на работу инженером в местную компанию по производству машин для литья под давлением Buss Machine Works. В 1965 году он уволился и с двумя другими коллегами основал собственное производство. Его предприятие оказалось успешным и уже в 1970-х годах стало крупнейшим по производству машин для литья под давлением в Мичигане. Позже компания также стала производить солнцезащитные козырьки и другие внутренние системы для автопроизводителей. Компания продолжала успешно развиваться и к началу 1990-х годов в компании работали тысячи людей на нескольких заводах. Все заводы компании в США, а также штаб-квартира и исследовательский центр находились в Холланде. Кроме них компания владела лишь одним заводом за пределами США — в Мексике.
Благодаря успешному бизнесу Принс стал самым богатым человеком в Мичигане. Он стал одним из основателей Family Research Council — американской общественной организации право-религиозного толка, а также поддерживал гражданские проекты, такие как реконструкция и сохранение центра Холланда. Благодаря ему и его жене удалось спасти историческое здание городских часов от сноса.
Принс умер в 1995 году от сердечного приступа. И несмотря на заявление нового руководства компании, что она останется принадлежать семье, уже в следующем году была продана Johnson Controls за 1,35 млрд долларов.

## Личная жизнь
Принс был женат на Эльзе Цвайп, в браке с которой у них родилось четверо детей: Элизабет (Девос) — министр образования США при администрации Трампа, Эрик — бывший CEO Blackwater (сейчас Academi), Эйлен (Элленс) и Эмили (Виерда).